# Ангвиллара, Луиджи
Луи́джи Ангвилла́ра (итал. Luigi Anguillara, также Алои́зий Рома́нский, лат. Aloysius Romanus, наст. имя — Луиджи Сквале́рмо, Luigi Squalermo; около 1512—1570) — итальянский врач и ботаник эпохи Возрождения.

## Биография
О ранних годах жизни Луиджи Ангвиллары практически ничего не известно. Его настоящее имя — Луиджи Сквалермо, его отец, Франческо Сквалермо, был личным врачом Папы Льва X. Родился, по всей видимости, в Ангвилларии-Сабации в окрестностях Рима, вследствие чего и использовал имена «Ангвиллара» и «Алоизий Романский».
Между 1539 и 1544 годами работал с известным ботаником Лукой Гини в ботанических садах в Болонье и Пизе. В 1546 году он стал директором Ботанического сада Падуи, сменив в этой должности Манделли.
Ангвиллара неоднократно путешествовал по Средиземноморью с целью сбора образцов растений. Большая часть его рукописей и писем была уничтожена.
В 1561 году друг Ангвиллары Джованни Маринелло издал книгу Луиджи «Semplici», представлявшую собой собрание из 14 писем Ангвиллары различным адресатам. В них автор исправлял некоторые суждения Пьетро Андреа Маттиоли. Это вызвало неприязнь со стороны Маттиоли, а также Альдрованди, впоследствии побудившую Ангвиллару уйти с поста директора ботанического сада.
Умер Луиджи Ангвиллара по разным данным во Флоренции или в Ферраре в 1570 году.

## Роды растений, названные в честь Л. Ангвиллары
- Anguillaria Gaertn., 1788, nom. rej. [≡ Heberdenia Banks ex DC., 1841, nom. cons.]
- Anguillaria R.Br., 1810, nom. cons.